# 本田千穂
本田 千穂（ほんだ ちほ、1967年11月6日 - ）は、テレビ熊本 (TKU) のアナウンサー。
熊本県熊本市出身。熊本県立熊本高等学校、長崎県立女子短期大学卒業。
テレビ長崎から福岡県内にある放送局の勤務を経て、2012年4月にテレビ熊本に入社。

## 担当番組
- KTNスーパータイム（テレビ長崎）[2]
- TKUスーパーニュースぴゅあピュア（テレビ熊本、2012年[5] - 2013年） - リポーター
- 英太郎のかたらんね（テレビ熊本、2013年[6] - ） - 総合司会、「本田さんちの晩ごはん」「本田千穂のご無沙汰してます。」担当
- 寛平ちゃんのぶらり旅 熊本がいい〜の（テレビ熊本）